# 불곡고등학교
불곡고등학교(佛谷高等學校)는 대한민국 경기도 성남시 분당구 구미동에 있는 공립 고등학교이다.

## 학교 연혁
- 1997년 1월 4일 : 불곡 고등학교 설립인가(총 36학급)
- 1997년 3월 1일 : 초대 홍순유 교장 취임
- 1997년 3월 5일 : 제1회 신입생 594명 입학(11학급 편성)
- 1997년 5월 6일 : 개교기념일 지정
- 1999년 9월 1일 : 한빛관 준공(지하 1층, 지상 3층, 연면적 2,572.41m2)
- 2001년 12월 27일 : 교실증축(본관 동편 - 지상4층 12실)
- 2002년 7월 20일 : 교실증축(본관 후면 - 지상4층 10실)
- 2004년 3월 23일 : 펜싱부 창단
- 2006년 3월 1일 : 학칙변경 42학급
- 2008년 2월 9일 : 펜싱경기장 신축
- 2022년 9월 1일 : 제9대 오정호 교장 취임
- 2024년 1월 5일 : 제25회 졸업식 230명(10학급) 총 10,675명
- 2024년 3월 4일 : 제28회 신입생 242명(9학급) 입학

## 참고 자료
- 불곡고등학교 - 한국교육학술정보원 학교알리미